# Чарльз Летбітер
Чарльз Уебстер Летбітер (англ. Charles Webster Leadbeater; 16 лютого 1854 — 1 березня 1934) — член Теософського товариства, масон, один із засновників Ліберальної католицької церкви, єпископ, письменник. Роберт Еллвуд писав: «Чарлз Летбітер був відомим теософським письменником, лектором та викладачем. У порівнянні з іншою теософською літературою, його статті, книги користуються неабиякою популярністю; на західний окультизм, включаючи рух «Нью Ейдж», він мав вплив, прямий та опосередкований так, як ніхто інший до і після нього».

## Життя і творчість

### Ранні роки
Чарльз Летбітер Уебстер народився 16 лютого 1854 року у Стокпорті, Чешир. Його батьки: Чальз Летбітер (старший) та Емма Летбітер (Морган). У 1861 році родина переїжджає до Лондона, де батько працює клерком із залізничного постачання. Батько через рік помирає, а в 1866 році банк, у якому збиралися заощадження родини, розорився. Саме з цієї причини юному Чарльзу після закінчення школи потрібно було йти працювати клерком . Однак він активно займався самоосвітою, вивчаючи іноземні мови: французьку, латинську, грецьку. Також він захоплювався астрономією і придбав спеціальнай 12-дюймовий телескоп.
Дядько Чарльза, Вільям Вулф Кейпс, був відомим англіканським священиком. За сприяння дядька, Чальз був висвячений у сан англіканського священика у Фарнхемі, єпископом Вінчестера. Чарльз був активним священиком, викладачем і вихователем, котрого згодом згадували, як розумну, веселу і добросердечну людину. У цей час Летбітер починати активно цікавитися спіритизмом, відвідуючи сеанси медіума Вільяма Еглінтона. Після смерті матері в 1882 році поділив свій котедж із вікарієм Кетрайтом.

### Вступ до Теософського товариства

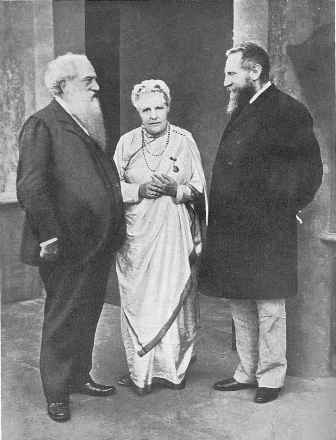
Олкотт, Безант и Летбітер (справа), (1905).

Інтерес Летбітера до окультизму особливо зріс після прочитання «Окультного світу» А. П. Сіннетта, тому 21 листопада 1883 року він підписує заяву-анкету, щоби приєднатися до Теософського товариства. У 1884 році він знайомиться з Оленою Блаватською у час її перебування у Лондоні.
З допомогою Блаватської 31 жовтня 1884 року Летбітер отримав листа махатми Кут Хуми, котрий повідомив про свою згоду прийняти своїм учнем і порекомендував приїхати до [[Індія|Індії]. У грудні 1884 він разом із Блаватською прибув до Адьяра. У цей же час він пройшов курс медитативної практики, котра «пробудила у ньому яснобачення». Пізніше Летбітер напише, що Учитель посприяв розкриттю його окультних здібностей, котрі дозволили користуватися йому астральним зором, у той же час зберігаючи цілковиту свідомість у фізичному тілі. Тільки після того, як він отримав можливість проводити окультні дослідження та описувати їх результати у своїх численний книгах «Ідея яснобачення, здатність бачити речі, сховані від звичайного зору, але стали основою розуміння реальності, — це ключ до доктрини і теософського стилю Летбітера».

### Директор школи на Цейлоні
Засновники Теософського товариства О. Блаватська та Генрі Олкотт під час візиту на Цейлон у 1880 році пройшли через ритуал прийняття буддистської віри. Трьох Прихистків і П'яти Правил. Коли Блаватська і Летбітер пливли в Індію, вона спитала його, чи не хотів би він, християнський священик, також прийняти буддизм, адже це дозволить більш ефективно працювати з індусами і переконувати їх у правдивості Теософської ідеї. Летбітер пізніше згадував: 
«Я відповів, що відчуваю величезну повагу до Господа Будди і всім серцем приймаю його вчення, так що для мене буде великою честю вступити у ряди його послідовників, якщо це можна будее зробити, не відрікаючись від християнської віри, в якій я був хрещений. Вона вірила у мене, що такого відречення від мене не вимагатимуть, і що між буддизмом та істинним християнством невідповідності нема».
У 1885 році Летбітер допомагає Олкотту у його роботі з відродження буддизму у Бірмі (зараз М'янма), а також на Цейлоні, де він заснував англійську буддиську школу. Ця школа, у якій Летбітер був першим директором, стала центром майбутнього Ананда Коледжу, що налічує сьогодні більше семи тисяч студентів.

### Повернення до Англії

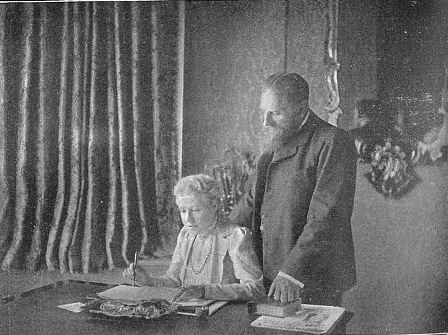
А. Безант та Ч. Летбітер у Лондоні (1901).

У кінці ХІХ століття Лондон був світовим інтелектуальним центром: Сполучені Штати ще не отримали статусу світової гіпердержави, на відміну від Британської імперії. У свою чергу, англійська секція Теософського товариства, котра мала у своєму складі таких членів, як фізик сер Вільям Крукс, натураліст Альфред Расел Уоллес, поет Едвін Арнольд та інші, і була інтелектуальним центром Лондона. У 1889 році Синнетт попросив Летбітера повернутися до Англії, щоб навчати його сина Денні та Джорджа Арундейла.
Він погодився і взяв із собою одного із своїх учнів Джинараджадасу. Незважаючи на те, що Летбітер жив дуже бідно, йому все ж вдалося підготувати до вступу у Кембриджський університет і Арундейла, і Джинараджадасу. Вони обидва стали президентами Теософського товариства.
За твердженням Джинараджадаси, після того, як Летбітер провів деякі окультні дослідження, у травні 1894 року він виконав своє перше читання так званої реінкарнації.
 У той час він стає одним із наивідоміших ораторів Теософського товариста, а також секретарем його Лондонської Ложі.

### Оккультні дослідження

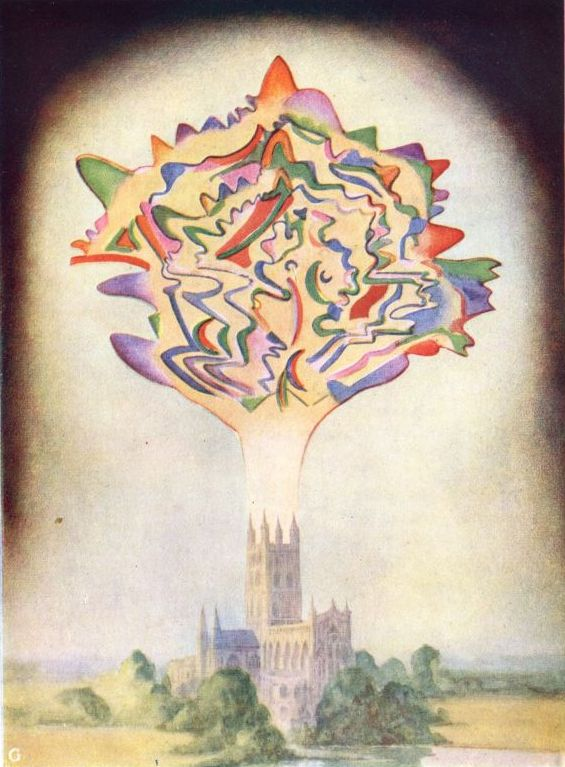
Астральна форма

Летбітер разом с Анні Безант дослідив за допомогою яснобачення минулі життя багатьох членів Теософського товариства, зокрема, О. П. Блаватської, Г. С. Олкотта і У. К. Джаджа. Джинараджадаса писав, що досліджувалися деякі події з життя відомих історичних фігур, як-от Гіпатія, Джордано Бруно, Савонарола, Френсис Бекон, Шекспір та інші.
Багато часу було приділено дослідженням у галузі окультної хімії: було описано структуру атомів водню, кисню, азоту та інших хімічних елементів. Було досліджено на астральному плані і змальовано не тільки прояви думок людини, а деякі й деякі форми.
У кінці 19 — початку 20 століття Летбітер був визнаний одним із найбільших теософських авторитетів у галузі психічних та окультних явищ.

### Звинувачення в аморальності
У лютому 1906 року Анні Безант отримала листа від Елен Деніс, секретаря езотеричної секції Теософського товариства у США, датоване [[25 січня] 1906 року. Це була, по суті, колективна скарга групи американських теософів, у тому числі й самої Елен Деніс, на рекомендації Летбітера, що, на їхню думку, були неблагонадійні й такі, що загрожують моральному та фізичному здоров'ю кількох хлопчиків — дітей теософів. Як виявилося пізніше, Летбітер порекомендував підліткам відомий здавна спосіб зняття психофізичної напруги — онанізм. Тиллет писав, що поради, дані Летбітером, за сучасними стандартами, не здаються ні аморальними, ні небезпечними, але, як видавалося, вікторіанської епохи збереглися і в XX столітті. 16 травня 1906 року у Лондоні Олкотт зібрав Консультативну раду з представників міжнародних секцій Теософського товариства для розгляду звинувачень проти Летбітера. У листі до Безант Летбітер повідомив, коли все завершилося:
«Після двохгодинного обговорення та перехресного допиту, а потім півторигодинних дебатів, на яких я не був присутнім, Рада рекомендувала Олкотту прийняти відставку, про яку я вже просив попередньо; він так і зробив».

### Повернення у Теософське товариство
26 грудня 1908 року Генеральна рада Теософського товариства, обговоривши питання про поновлення Летбітера, прийняв резолюцію те, що кожен член Товариства має недоторкану свободу думки і може керуватися своєї суспільною совістю у всіх питаннях філософії, релігії, етики і права, не піддаючи, таким чином, небезпеці свій статус члена Товариства. У зв'язку з цим, Генеральна рада вирішила:
«Згідно цього підтвердження індивідуальної відповідальності кожного члена товариства за його власні думки, Генеральна рада оголошує, що не бачить причини, яка би забороняла містеру Ч. У. Летбітеру повернутися, якщо він бажає, до місця роботи у товаристві».
Летбітер повернувся в Адьяр 10 лютого 1909 року і знову зайняв ту ж саму восьмикутну кімнату.

### Відкриття Крішнамурті

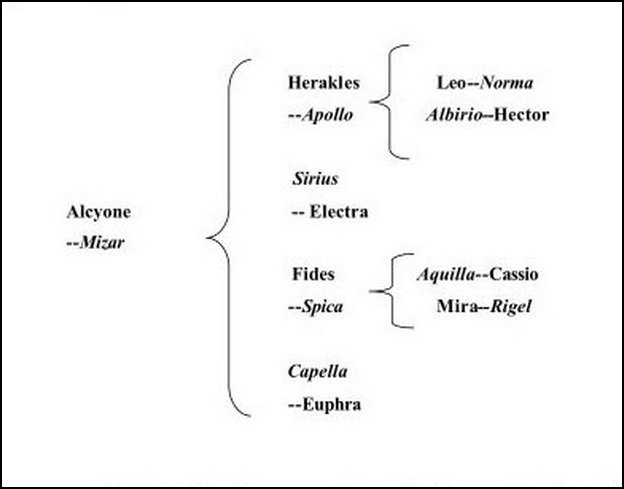
Діаграма в книзі «Життя Алкіона».

Ернест Вуд, особистий секретар Летбітера в 1909—1914 роках, пише, що незабаром після початку їхньої співпраці вони звернули увагу на хлопчиків, що жили неподалік. Деякі з них мали звичку приходити до моря після школи і дивитися, як Летбітер і Вуд купаються. Серед них були Джідду Крішнамурті та його брат Нітьянанда. Летбітер був здивований незвичайно чистою аурою Крішнамурті й, отримавши у його батька дозвіл вивчити минулі життя хлопчиків, почав досліджувати, ким він був у своєму минулому житті. Саме після цих досліджень були опубліковані «Життя Алкіона» («The Theosophist», 1910—1911, 30 життів). Вуд писав про роботу Летбітера так:
«„Життя“ були досліджені у його невеликій восьмикутній кімнаті унизу, біля річки в Адьярі. Він виконав 28 з них, міс Безант — 2. Я сидів за столом, а він зазвичай ходив по кімнаті, частково зберігаючи пильність під час концентрації на інших планах, коли физичне тіло пасивне. Він ходив, розповідаючи, що він бачив, щоб записати усе це. Він робив по одному „життю“ щоночі».
У повному обсязі (48 життів) книга вийшла в 1924 році. Автори дослідили минулі життя людей (не менше двохсот осіб), так чи інакше пов'язаних із Теософським товариством, у тому числі і свої минулі життя.